# Corrado Bafile
Corrado Bafile (L'Aquila, 4 juli 1903 – Rome, 3 februari 2005) was een Italiaans geestelijke en kardinaal van de Rooms-Katholieke Kerk.
Bafile was de jongste van de twaalf kinderen van de arts Vincenzo Bafile en Maddalena Tedeschini D'Annibale. Bafile studeerde eerst scheikunde aan de Universiteit van München. Aan de Universiteit Sapienza Rome behaalde hij in 1926 een doctoraat in de rechtsgeleerdheid. Hij werkte aanvankelijk als advocaat tot hij in 1932 een late roeping kreeg. Hij studeerde filosofie aan de Pauselijke Gregoriaanse Universiteit en theologie aan het Pauselijk Romeins Seminarie. Aan de Pauselijke Lateraanse Universiteit promoveerde hij in het canoniek recht. Hij werd op 11 april 1936 (Stille Zaterdag) priester gewijd en studeerde vervolgens verder aan de Pauselijke Ecclesiastische Academie, de diplomatenopleiding van de Heilige Stoel. Hij trad in 1939 in dienst van het Staatssecretariaat. Zijn werk daar combineerde hij met pastoraal werk. Zo was hij kapelaan van de Abruzzische gemeenschap in Rome en kapelaan van het Italiaanse Legioen van Maria. In 1954 benoemde paus Pius XII hem tot Ereprelaat van Zijne Heiligheid.
Paus Johannes XXIII benoemde hem in 1960 tot titulair aartsbisschop van Antiochia di Pisidia en tot apostolisch nuntius in de Bondsrepubliek Duitsland. Hij werd gewijd door de paus zelf, waarbij Diego Venini en Petrus Canisius Van Lierde optraden als medewijdende bisschoppen. Paus Paulus VI benoemde hem in 1975 tot pro-prefect van de Congregatie voor de Heilig- en Zaligsprekingsprocessen, als opvolger van de plotseling gestorven Luigi Raimondi. Tijdens het consistorie van 24 mei 1976 creëerde Paulus VI hem kardinaal. De Santa Maria in Portico werd zijn titeldiakonie. Kardinaal Bafile nam deel aan het conclaaf van augustus 1978, dat leidde tot de verkiezing van paus Johannes Paulus I, en aan dat van oktober 1978, waarbij paus Johannes Paulus II werd gekozen. In 1980 ging hij met emeritaat.
Hij overleed uiteindelijk op 101-jarige leeftijd en was op dat moment het oudste lid van het College van Kardinalen. Een jaar daarvoor was hij - ter gelegenheid van zijn honderdste verjaardag - nog in audiëntie ontvangen door de paus. De requiemmis voor de kardinaal werd opgedragen door paus Johannes Paulus II. Joseph kardinaal Ratzinger, die enkele maanden later de nieuwe paus zou worden, sprak de eulogie uit. Kardinaal Bafile werd vooralsnog begraven in het familiegraf in zijn geboortestad L'Aquila. Later wordt bijzetting van zijn overblijfselen in de Santa Maria Paganica, de kerk waar Bafile werd gedoopt, voorzien.
- Gemeinsame Normdatei: 124989535
- International Standard Name Identifier: 0000 0000 7818 6221
- Istituto Centrale per il Catalogo Unico: FERV014306
- Virtual International Authority File: 57560320
- WorldCat: E39PBJd87JtVDYV7pWjdbdvGpP